# Lasiurus xanthinus
Lasiurus xanthinus är en fladdermus i familjen läderlappar som förekommer i sydvästra Nordamerika och norra Centralamerika. Populationen listades tidigare som underart till Lasiurus ega. Efter en genetisk studie av Baker et al. från 1988 godkänns Lasiurus xanthinus som art.

## Utseende
Liksom Lasiurus ega har arten gulaktig päls på ovansidan och båda arter är svår att skilja från varandra. Hos Lasiurus xanthinus är ryggens hår mer blek gul medan håren på svansflyghuden har en intensiv gul färg. Hos Lasiurus ega har svansflyghudens hår samma färg som ovansidans päls. Några populationer av Lasiurus ega har svartaktiga ställen i ansiktet som liknar en ansiktsmask. En liknande mask finns inte hos Lasiurus xanthinus. Tandraden i överkäken är hos honor av Lasiurus xanthinus allmänt längre. En hane som undersöktes i Texas var med svans 10,7 cm lång och den vägde 12 g. Individen hade 4,3 cm långa underarmar. I verket som publicerade måtten påpekades att exemplaret var lite mindre än sedan tidigare kända individer. Vuxna exemplar i Mexiko är med svans 11,5 till 12 cm långa och de väger cirka 16 g.

## Utbredning
Utbredningsområdet sträcker sig från södra Kalifornien, södra Arizona och sydvästra New Mexiko i USA till halvön Baja California samt till delstaten Puebla i centrala Mexiko. Lasiurus xanthinus vistas i torra landskap som torra skogar, savanner, odlingsområden och ödemark. Enstaka exemplar hittades i Texas. Arten förekommer främst i låglandet och den når ibland 2300 meter över havet.

## Ekologi
Arten är ofta kopplad till palmer som prästpalm eller till arter av palmliljesläktet (Yucca). Den håller sig fast på bladens undersida när den vilar. I områden där dessa växter inte förekommer sover den i andra träd. I varje träd hittas ett eller några få exemplar tillsammans. Några honor var dräktiga med fyra embryon men två ungar per kull är vanligare. Parningen sker under hösten och ungarna föds i juni. Denna fladdermus jagar insekter.
Lasiurus xanthinus blir aktiv redan före skymningen och de flyger längs vattendrag eller ovanför vattenpölar för att hitta byten.

## Status
I USA bearbetas palmer med jämna mellanrum för att ge de ett snyggare utseende. Dessa aktiviteter är inte gynnsam för Lasiurus xanthinus. Även bekämpningsmedel mot insekter kan skada beståndet. Flera exemplar faller offer för tamkatter, fåglar, ödlor och gnagare. Allmänt är arten inte sällsynt. Den listas av IUCN som livskraftig (LC).